# Зарічне (Конотопський район)
Зарічне (до 1928 року — Вшивка, з 1928 по 2016 — Октябрське) — село в Україні, у Конотопському районі Сумської області. Населення становить 559 осіб. До 2018 орган місцевого самоврядування — Октябрська сільська рада.

## Географія
Село Зарічне знаходиться на лівому березі річки Сейм, вище за течією на відстані 1 км розташоване село Корольки, нижче за течією на відстані 6 км розташоване село Нечаївка (Буринський район), на протилежному березі — села Сафонівка і Пруди, за 3 км — зняте з обліку 2006 року с. Петухівка. Річка в цьому місці звивиста, утворює лимани, стариці і заболочені озера. Через село проходить автомобільна дорога Т 1914.

## Історія
За даними на 1862 рік у власницькому селі Вшивка (Святе озеро) Путивльського повіту Курської губернії мешкало 449 осіб (221 чоловік та 228 жінок), налічувалось 60 дворових господарств, існувала.
Станом на 1880 рік у колишньому власницькому селі Краснослобідської волості мешкало 698 осіб, налічувалось 99 дворових господарств.
Село мало також назви Виноградівка та Ворошилівка (Журналы Путивльского очередного уездного земского собрания 26-29.10.1871 г., Курск, 1872, с.51; УРСР, адміністративна карта Сумської області, Харків, 1939).
Село постраждало внаслідок геноциду українського народу, проведеного урядом СССР в 1932—1933 роках, встановлено імена щонайменше 7 жертв-жителів села..
До 2016 року село носило назву Октябрське.
12 червня 2020 року, відповідно до розпорядження Кабінету Міністрів України № 723-р «Про визначення адміністративних центрів та затвердження територій територіальних громад Сумської області», село увійшло до складу Путивльської міської громади.
19 липня 2020 року, в результаті адміністративно-територіальної реформи та ліквідації Путивльського району, увійшло до складу новоутвореного Конотопського району.

## Населення
Згідно з переписом УРСР 1989 року чисельність наявного населення села становила 701 особа, з яких 308 чоловіків та 393 жінки.
За переписом населення України 2001 року в селі мешкало 558 осіб.

### Мова
Розподіл населення за рідною мовою за даними перепису 2001 року:
| Мова       | Чисельність | Відсоток |
| ---------- | ----------- | -------- |
| українська | 526         | 94,1%    |
| російська  | 33          | 5,9%     |
| Усього     | 559         | 100%     |